# Sirius (ROU 21)
El ROU 21 «Sirius» es un balizador de la marina de guerra de Uruguay en servicio desde 1989.
Este buque fue adquirido y llevado desarmado en partes de Países Bajos a Uruguay; y fue construido por el Servicio de Construcciones, Reparaciones y Armamento de la Armada. Fue botado en 1988 y asignado en 1989.
El Sirius es un balizador con un desplazamiento de 150 t, con una eslora de 35 m y una manga de 10 m.